# Fritz von Farenheid
Friedrich Fritz von Farenheid (* 31. Oktober 1815 in Angerapp; † 8. Juni 1888 in Klein Beynuhnen) war ein preußischer Gutsbesitzer, Politiker und Kunstsammler aus der Provinz Ostpreußen.

## Leben

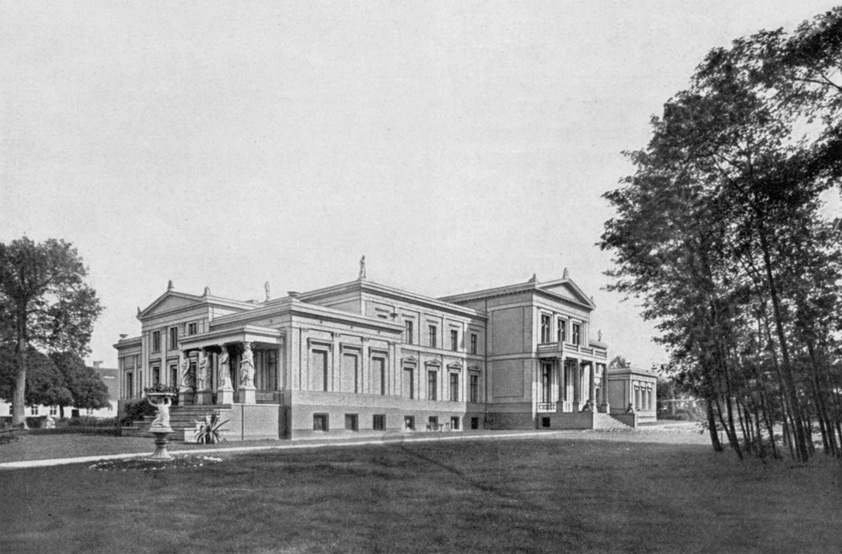
Außenansicht von Schloss Klein Beynuhnen

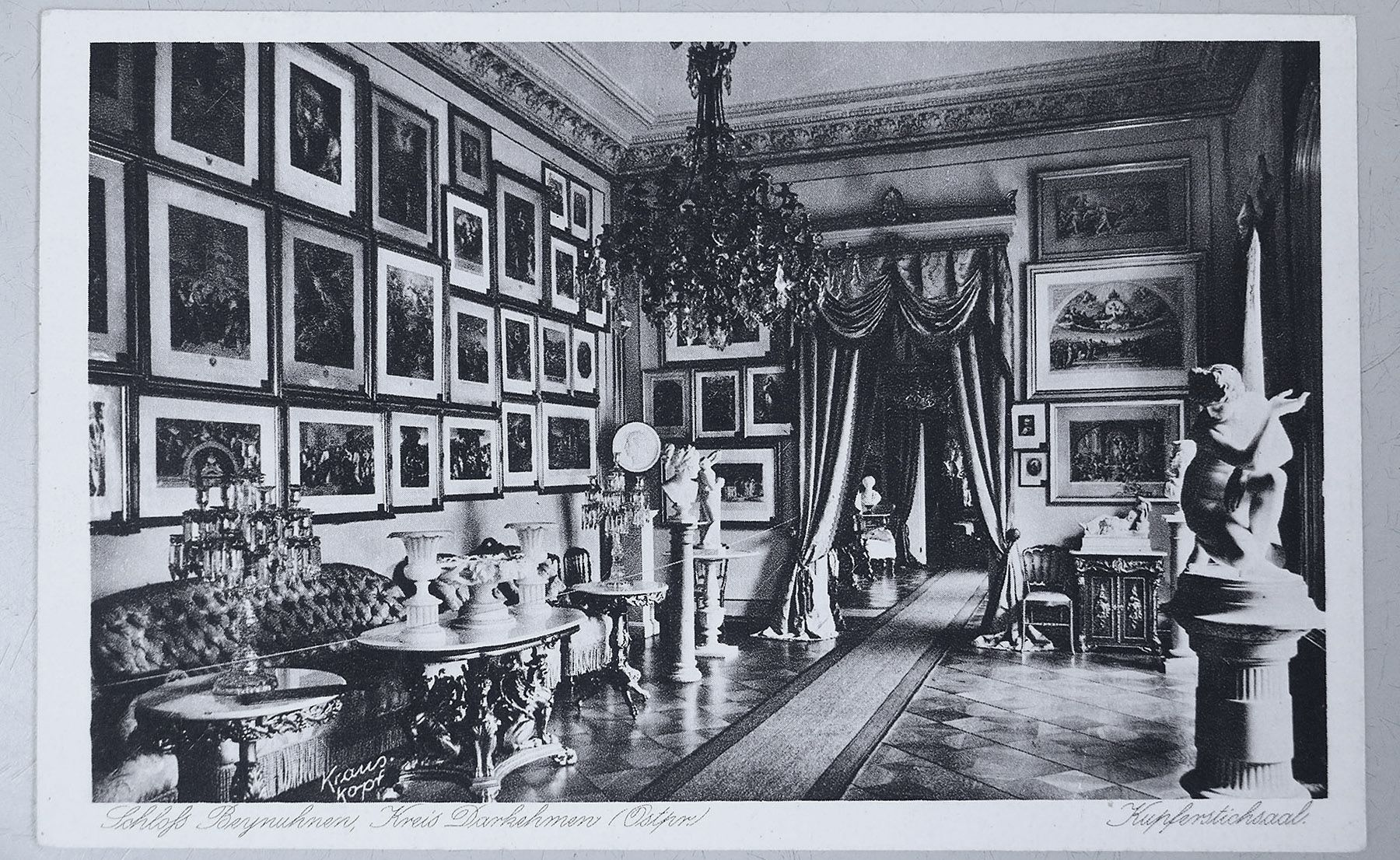
Innenraum mit Inventar von Schloss Klein Beynuhnen

Von Farenheid wurde als Sohn von Friedrich Heinrich Johann von Farenheid (1780–1849), eines Schülers von Immanuel Kant und Georg Christoph Lichtenberg, geboren. Er besuchte das Friedrichskolleg in Königsberg und studierte dort ab 1836 an der Königlichen Albertus-Universität. Sein Lehrer, der Altphilologe Karl Lehrs, begeisterte ihn für die Welt der Antike. Von Farenheid besuchte 1841 und 1842 Italien, das Königreich Griechenland und das Osmanische Reich.
Nach dem Tod des Vaters erbte er das Familienvermögen und baute das Schloss Klein Beynuhnen in klassizistischem Stil aus (1850, 1862–1864) und versah es mit Räumen für seine Kunstsammlung.
Die Sammlung bestand aus originellen Bildern und Skulpturen und Kopien und Abgüssen klassischer Kunstwerke. Von Farenheid beauftragte den Berliner Maler Rudolf Schick mit der Erstellung einer Reihe von Kopien italienischer Malerei der Renaissance. 1869 beauftragte von Farenheid den Berliner Fotografen Carl Suck damit, auf seinen Besitzungen in Litauen sowohl Bauwerke und deren Interieurs als auch einzelne Kunstwerke seiner Sammlungen fotografisch zu dokumentieren. Die Sammlungen waren der Öffentlichkeit zugänglich, einige Skulpturen wurden im Schlosspark aufgestellt. Das Gut Beynuhnen wurde zum Unterhalt der Sammlungen bestimmt.
Von 1860 bis 1888 war Farenheid Mitglied im Preußischen Herrenhaus.
Das Lebenswerk von von Farenheid fiel dem Zweiten Weltkrieg zum Opfer – das Schloss Beynuhnen wurde 1945 zerstört, das Schicksal seiner Sammlungen bleibt ungewiss.

## Schriften

### Zur Kunstgeschichte
- Beschreibendes Verzeichniß der im Antikensaale zu Beynuhnen befindlichen Abgüsse nach Antiken. Nebst einleitendem Aufsatz über die Grundideen griechischer Religion und Ethik. Decker, Berlin 1854.
- Reise durch Griechenland, Klein-Asien, die troische Ebene, Constantinopel, Rom und Sicilien. Aus Tagebüchern und Briefen. Hartungsche Verlagsbuchhandlung, Königsberg 1875.

### Briefwechsel
- Fritz von Farenheid (Hg.): Erinnerungs-Blätter. Briefe an einen jetzt verstorbenen Freund. Hartungsche Verlagsbuchhandlung, Königsberg 1876 (Briefwechsel mit dem Offizier, Kunstsammler und Zeichner Ulrich von Salpius (1828–1867), den Farenheid im Park von Schloss Beynuhnen beisetzen ließ)[3].
- Fritz von Farenheid (Hg.): Briefe von Carl Lehrs an einen Freund. Hartungsche Verlagsbuchhandlung, Königsberg 1878.
- Philipp Graf zu Eulenburg-Hertefeld (Hg.): Fünf Jahre der Freundschaft. In Briefen von Fritz von Farenheid-Beynuhnen und Philipp Graf zu Eulenburg-Hertefeld. München 1897.